# إستيل بينيت
إستيل بينيت (بالإنجليزية: Estelle Bennett)‏ هي مغنية أمريكية، ولدت في 22 يوليو 1941 في هارلم الشرقية ‏ في الولايات المتحدة، وتوفيت في 11 فبراير 2009 في إنغلوود في الولايات المتحدة بسبب سرطان القولون.

## وصلات خارجية
- إستيل بينيت على موقع ميوزك برينز (الإنجليزية)
- إستيل بينيت على موقع أول ميوزيك (الإنجليزية)
- إستيل بينيت على موقع ديسكوغز (الإنجليزية)